# 스가지마 히로키
스가지마 히로키(일본어: 菅嶋 弘希, 1995년 5월 11일 ~ )는 일본의 축구 선수이다.

## 구단 경력
그는 2014년부터 2018년까지 J리그의 도쿄 베르디, 제프 유나이티드 지바에서 활동하였다.